# Monti Da Hinggan
I monti Da Hinggan (cinese: 大兴安岭; pinyin: Da Xing'an Ling; romanizzazione Wade-Giles: Ta Hsing-an Ling), noti anche come Grande Khingan, sono una grande catena montuosa situata nella sezione nord-orientale della Regione Autonoma della Mongolia Interna, in Cina nord-orientale.

## Geografia
Si estendono per circa 1200 km da nord a sud e costituiscono la barriera tra i piatti bassopiani della pianura del Nord-est (o della Manciuria) a est e l'elevato altopiano della Mongolia a ovest. I monti Da Hinggan sono limitati a sud dal fiume Xar Moron e a nord dal fiume Amur. La catena costituisce un importante spartiacque tra i fiumi Liao, Sungari (Songhua) e Nen (Nonni) della pianura del Nord-est a est e i rami sorgentizi dell'Amur e dei suoi affluenti a nord-ovest. I fiumi che bagnano le pendici occidentali della sezione meridionale della catena defluiscono verso l'altopiano della Mongolia.
I monti Da Hinggan hanno un'altitudine media di 1200–1300 m, e la loro vetta più alta misura 2035 m. La catena è molto più larga nel settore settentrionale (306 km) che in quello meridionale (97 km). Essa si è formata durante il Giurassico (circa 200-145 milioni di anni fa), e si tratta essenzialmente di un blocco fagliato inclinato; la sua antica linea di faglia forma il margine orientale, quello che fronteggia la pianura del Nord-est. La catena ha un aspetto chiaramente asimmetrico, con un versante orientale impervio e un versante occidentale che digrada più dolcemente verso l'altopiano della Mongolia, che in quel punto si trova a un'altitudine di 790–1000 m. Le pendici orientali sono più pesantemente incise dai numerosi affluenti dei fiumi Nen e Sungari, ma generalmente le montagne sono tondeggianti e con cime appiattite. La catena è composta per la maggior parte da rocce ignee (vale a dire formatesi in seguito alla solidificazione del magma).
I monti formano un'importante barriera climatica. Essi intercettano gran parte delle precipitazioni dei venti provenienti da sud-est e producono un clima relativamente umido (con precipitazioni che superano i 500 mm annui) che contrasta nettamente con quello delle regioni aride a ovest. La sezione settentrionale dei monti è la regione più fredda della Cina orientale, con inverni estremamente rigidi (temperatura media -28 °C) e vaste aree coperte di permafrost. Questa regione è coperta da foreste di larici, betulle, pioppi tremuli e pini, e da una copertura di arbusti ad altitudini più elevate. Ospita una ricca fauna, che comprende cervi, alci, martore, lepri e molti altri animali da pelliccia. Le sezioni centrale e meridionale della catena, tuttavia, sono relativamente più calde e più aride di quella settentrionale, con temperature a gennaio di circa -21 °C, precipitazioni annue di 250–300 mm, e nevicate relativamente leggere. Procedendo verso sud, le foreste di conifere del nord lasciano gradualmente il posto prima a foreste di latifoglie e poi a chiazze di prateria intervallate da aree boschive. A sud le foreste ricoprono le zone al di sopra dei 1500 m, mentre la maggior parte dell'area è coperta da praterie di erbe alte. Nel maggio del 1987 un devastante incendio imperversò per le foreste dei Da Hinggan, distruggendo forse 10.000 km² di boschi; esso divenne noto come Incendio del Drago Nero, dall'Heilong Jiang («fiume del Drago Nero», vale a dire l'Amur) che scorre attraverso l'area.

## Storia
I Kitai vivevano sulle pendici orientali dei monti, prima che fondassero la dinastia Liao nel X secolo.
La regione dei Da Hinggan rimase per lo più inesplorata fino al XX secolo. Lo sfruttamento della parte settentrionale della regione ebbe inizio con la costruzione, agli inizi del XX secolo, della prima ferrovia attraverso la catena - la ferrovia della Cina orientale da Qiqihar nella provincia dello Heilongjiang, a Manzhouli, a nord del lago Hulun, nella Mongolia Interna nord-orientale, presso il confine con la Russia. Durante l'occupazione giapponese della Cina del Nord-est (Manciuria; 1931-45), venne costruito un certo numero di ferrovie a nord e a sud di questa linea con lo scopo di sfruttare il legname; le più importanti sono quelle che percorrono l'area a nord di Tulihe (Tol Gol). Queste linee vennero successivamente prolungate verso est fino ai monti Yilehuli, che corrono da est a ovest e congiungono i monti Da Hinggan ai monti Xiao Hinggan. Più a sud una linea più recente segue la valle del fiume Tao'er verso nord-ovest da Baicheng nella provincia di Jilin a Suolun (Solon) e alle sorgenti calde di Arxan nella Mongolia Interna.
Gran parte dell'area è abitata da genti che parlano mongolo e, nel nord, lingue manciù-tunguse, come gli Orochon e gli Evenki. Lo sfruttamento del legname continua a essere la più importante attività economica della regione.